# Yamna Lobos

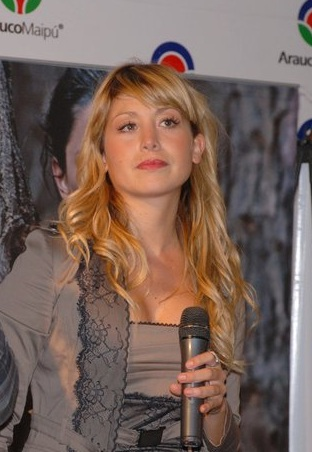
Yamna Lobos (2011)

Yamna Carolina Lobos Astorga (* 26. Februar 1983 in Providencia in der Provinz Santiago) ist eine chilenische Tänzerin und TV-Moderatorin. Sie verfügt derzeit über zwei TV-Kanäle, „Danz“ und „Soundtrax“ durch den Kabelkanal „BangTV“.

## Filmographie
| Jahr      | Programm             | Kanal       | Rolle               |
| --------- | -------------------- | ----------- | ------------------- |
| 2000      | Venga Conmigo        | Canal 13    | Tänzerin            |
| 2001      | Mekano               | Mega        | Tänzerin            |
| 2002–2007 | Rojo Fama Contrafama | TVN         | Teilnehmer/Tänzerin |
| 2008      | Gente Como Tú        | Chilevisión | Tänzerin            |
| 2009      | Fiebre de Baile 2    | Chilevisión | Teilnehmer/Tänzerin |
| 2008–2010 | Yingo                | Chilevisión | Jury/Tänzerin       |
| 2010–2011 | Danz                 | Bang TV     | Moderatorin         |
| 2010-     | Soundtrax            | Bang TV     | Moderatorin         |
| 2012-     | Todo suena           | Bang TV     | Moderatorin         |
| 2012-     | Mundos Opuestos      | Canal 13    | Teilnehmer          |